# Droits de l'enfant

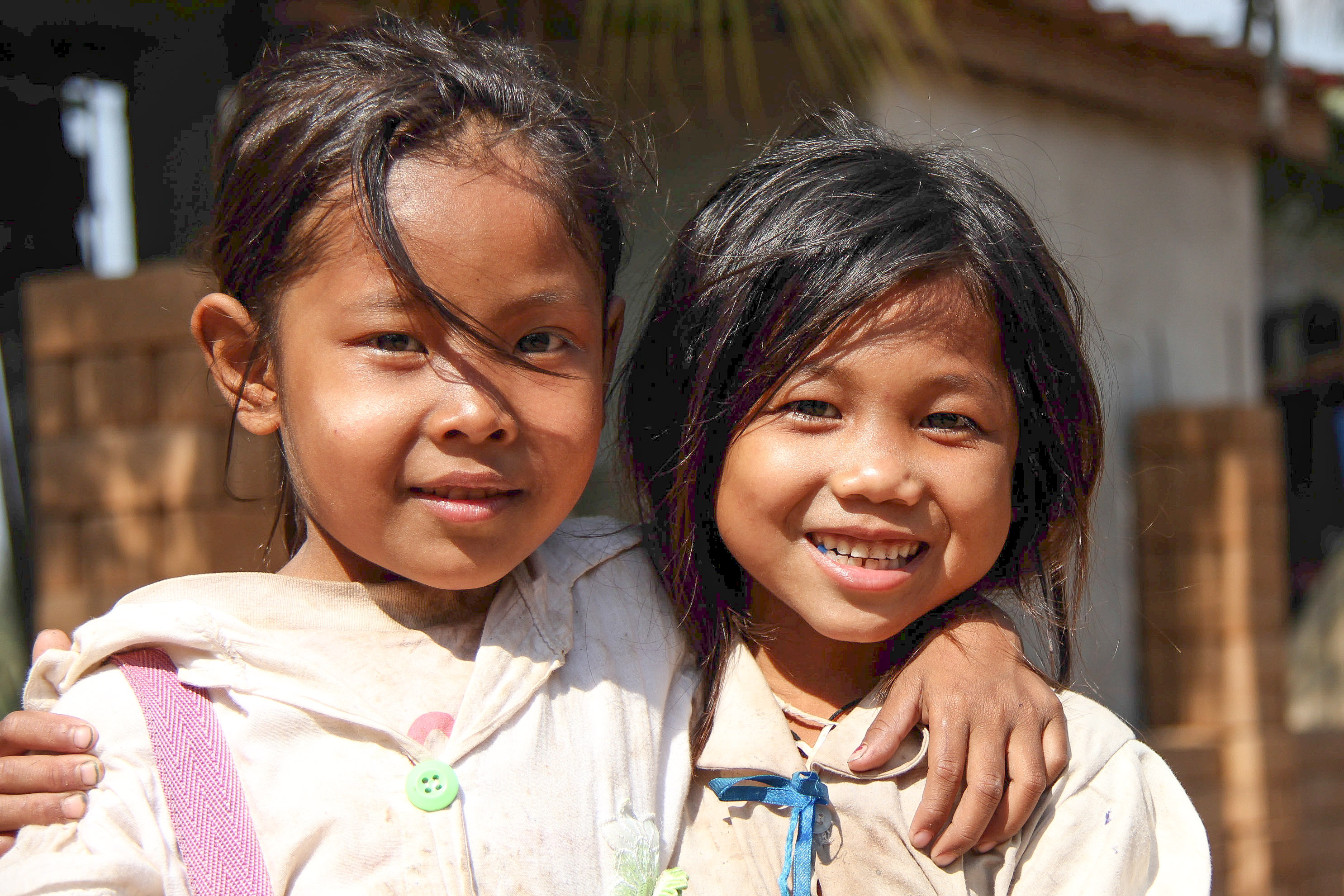
Deux enfants, sur l'île de Khong au Laos.

Les droits de l’enfant sont une branche des droits de l'Homme visant la protection spécifique de l'enfant en tant qu’être humain à part entière. Ils sont l’objet de plusieurs traités nationaux et internationaux, dont le plus important est la Convention relative aux droits de L'Enfant (CIDE), adoptée par l’Assemblée générale des Nations unies le 20 novembre 1989.
En vigueur dans la quasi-totalité des pays membres des Nations unies, cette convention introduit une nouvelle notion de droit international privé, l'intérêt supérieur de l'enfant, consacrant en tant que premier texte international officiel une longue évolution juridique faisant passer l’enfant d’objet de droit à sujet de droit.
Les droits des enfants sont les droits de la personne qui s’appliquent à tout être humain âgé de moins de dix-huit ans (sauf si la majorité est atteinte plus tôt en vertu de la législation qui lui est applicable). Les jeunes ont droit à une protection et à des soins attentionnés, au maintien d’un lien avec leurs parents, à une identité humaine, à la satisfaction de leurs besoins alimentaires fondamentaux, à une instruction financée par l’État, à des soins de santé, et à des lois pénales adaptées à leur âge et à leur développement. Les droits de l’enfant prennent en considération le caractère vulnérable et la nécessité de développement de l’enfant. La portée des droits des enfants va de l’offre d’autonomie à la protection contre la violence physique et la violence psychologique.

## Histoire

### Antiquité
Dans l’Antiquité, et plus précisément dans les courants philosophiques antiques, l’enfant n’est pas vu comme un individu à part entière, mais comme un citoyen en devenir. Il en est ainsi lorsque Platon décrit sa cité idéale dans La République. Aristote suit la lignée de son mentor puisque le philosophe juge que le père possède « une autorité royale » sur son enfant et comme pour Platon, l’enfance est un temps transitoire vers l’âge adulte. Ainsi, on ne peut parler clairement de droit de l’enfant durant l’Antiquité.

### Moyen Âge
La pensée platonicienne et aristotélicienne dominent en Europe durant le Moyen Âge, cet espace de temps est donc globalement dans la continuité de la période antique.

### Époque moderne
L’époque moderne voit émerger le modèle de l’individu grâce notamment à la philosophie des Lumières. Un des premiers ouvrages ouvrant une possible réflexion sur le champ du droit de l’enfant est Émile ou de l’éducation de Jean-Jacques Rousseau. Rousseau y atténue la conception aristotélicienne de l’enfance qu’il considère comme un temps béni et une condition de l’humanité même. L’enfant y est considéré comme un être.
Pour Locke, tous les hommes sont naturellement égaux donc disposent de droits dès la naissance dont ils prennent conscience ultérieurement. Pour lui, les parents ont des devoirs envers leurs enfants. Il ouvre ainsi la perspective de pouvoir créer un droit propre aux enfants.

### Époque contemporaine
En France, une prise de conscience a lieu quant à la condition des enfants grâce aux enquêtes de Louis René Villermé durant la monarchie de Juillet. Elles sont la source d’inspiration amenant, en 1841, au vote d’une loi réglementant le travail des enfants, mais uniquement dans les manufactures. Cette loi prévoit que tout enfant de moins de 8 ans ne peut pas travailler dans une manufacture, et pour les plus de 8 ans, la journée est fixée à 8 heures de travail maximum. Elle interdit aussi le travail de nuit pour les moins de 13 ans. Plusieurs amendements à cette loi sont effectués durant le dix-neuvième siècle. En 1892, le travail est interdit aux moins de 13 ans et la journée de travail est limitée à 10 heures de travail. Ces lois provoquent de nombreuses controverses notamment dans le camp des libéraux français qui y voit une atteinte à l’autorité parentale et au libéralisme. Ces évolutions se sont faites parallèlement au progrès de la scolarisation.
L’année 1889 semble être l’année charnière pour le droit de l’enfant en France, tout comme en Angleterre, des lois relatives à la protection des enfants maltraités ou moralement abandonnés sont promulguées. Pour le territoire français, il s’agit de la loi du 24 juillet 1889. Dès lors, un tribunal peut déchoir un père de son autorité s’il est maltraitant, débauché, délinquant ou criminel. Il est difficile de jauger l’impact de cette loi, mais il est probable que les abus d’autorités soient désormais davantage dissimulés afin d’éviter une quelconque répression. En 1898, une autre loi porte sur la répression des viols commis envers les enfants.
Dès la fin du XIXe siècle, l’enfant devient un sujet du droit. On peut alors parler de droit de l’enfant.
Dans l’entre-deux-guerres, l’idée de conférer des droits aux enfants devient une motivation transnationale pour obtenir une paix internationale durable. Des organisations transnationales sont alors créées. Les plus importantes sont l’International Save the Children Union Union internationale de secours aux enfants (ISCU/ UISE) créée en 1920 à Genève d’origine britannique (Save the Children Fund) et suisse (Comité international de la Croix-Rouge) ; et, l’Association internationale de la protection de l’enfance (AIPE) créée en 1921 par des Français et des Belges. Ces mouvements cherchent à agir à travers le monde et luttent contre la montée des nationalismes en Europe. En 1924, le 1er septembre, est adoptée par la Société des Nations, une déclaration des droits de l’enfant, dite Déclaration de Genève. C’est le premier texte international adopté. Elle ne comporte que 5 articles mais reconnaît pour la première fois des droits spécifiques pour les enfants. Malgré l’aspect transnational de cette déclaration, elle a eu des effets à une échelle plus locale : en France, elle est affichée dans les écoles ; les élèves canadiens l’apprennent par cœur.
Deux nouveaux devoirs de l’humanité envers les enfants y apparaissent :
- l’enfant doit être protégé en dehors de toute considération de race, de nationalité et de croyance ;
- l'enfant doit être aidé en respectant l’intégrité de la famille.

Après la Seconde Guerre mondiale, en 1947 est créé le Fonds des Nations unies des secours d’urgence à l’enfance, le UNICEF qui se consacre d’abord aux enfants européens puis aux enfants des pays en voie de développement.
En 1948, la Déclaration universelle des droits de l'homme, adoptée le 10 décembre, reconnaît que « la maternité et l’enfance ont droit à une aide spéciale ».
Les notions d’« enfant arriéré » et « enfant dévoyé » sont remplacés respectivement par « enfant déficient » et « enfant inadapté ».
Le 20 novembre 1959, l’assemblée générale des Nations unies adopte la Déclaration des droits de l'enfant, elle y est poussée par des organisations telles que l’OMS, l’Unesco, l’OIT et l’Unicef, ou bien par des associations transnationales telles que le Bureau international catholique de l’enfance, l’Union internationale de protection de l’enfance. Ce texte définit 10 principes et incite « les parents, les hommes et les femmes à titre individuel, les organisations bénévoles, les autorités locales et les gouvernements nationaux à reconnaître » les droits de l’enfant. Les besoins de la déclaration de 1924 y deviennent des devoirs envers les enfants. Ce texte, signé par tous les membres de l’ONU de l’époque, n’a aucune valeur contraignante et ne définit pas les âges de l’enfance.
Dans les années qui suivent, plusieurs textes internationaux vont être signés : le Pacte international relatif aux droits économiques, sociaux et culturels (protection contre l’exploitation économique, droit à l’éducation et à la santé) et le Pacte international relatif aux droits civils et politiques (droit à un nom et à une nationalité) en 1966, une déclaration sur la protection des femmes et des enfants en périodes d’urgence et de conflits armés.
Au début de 1966, le mouvement pédagogique d'éducation nouvelle prône des idées novatrices favorisant la participation des enfants. En France, Célestin Freinet, instituteur, met en place une pédagogie favorisant l’initiative et la coopération entre enfants.
L'année 1979 est proclamée par les Nations unies « Année internationale de l’enfant ». Elle marque une prise de conscience et permet, à l’initiative de la Pologne, la constitution d’un groupe de travail au sein de la Commission des Droits de l’homme chargé de rédiger une convention internationale. Le 20 novembre 1989, dans sa résolution 44/25, l’ONU adopte la Convention internationale des droits de l'enfant (CIDE). Elle introduit notamment la notion d'« intérêt supérieur de l'enfant ». Elle entre en vigueur le 7 septembre 1990 après sa ratification par vingt États membres de l’ONU, la CIDE s’est imposée alors comme un texte de référence majeur du droit international. En 1991, l’organe mis en place pour son application est effectif, il s’agit du Comité des droits de l’enfant. On compte parmi les sujets de ses travaux : la lutte contre le VIH chez les enfants, la mise en œuvre des droits de l’enfant dans la petite enfance, les enfants handicapés.
Le 20 novembre 1989, la Convention internationale des droits de l'enfant (CIDE) est adoptée. Elle introduit notamment la notion d'« intérêt supérieur de l'enfant ».
Le 11 juillet 1990, l’Organisation de l'unité africaine (qui deviendra l’Union africaine) adopte la Charte africaine des droits et du bien-être de l'enfant.
Le 17 juin 1999 est adoptée la Convention de Genève sur les pires formes de travail des enfants.
En mai 2000, le Protocole facultatif à la CIDE concernant la participation des mineurs aux conflits armés est ratifié (entrée en vigueur en 2002). Il interdit la participation de mineurs dans les conflits armés.
En 2011, l’assemblée générale de l’ONU adopte un protocole selon lequel tout enfant peut demander à être entendu par le Comité des droits de l’enfant pour sa protection ; toutefois, il faut que les recours juridiques au niveau national soient épuisés.
En 2014, sur les 197 États membres de l’ONU, 193 ont ratifié le CIDE, ce qui en fait la convention internationale la plus ratifiée. Cependant, le Soudan du Sud et la Palestine ne l’ont ni signée, ni ratifiée ; les États-Unis et la Somalie ne l’ont pas signée.

Défenseur des droits : les enfants ont le droit à un environnement sain 
Gouvernance  |  03.12.2024  |  C. Girardin Lang
L'embryon, le foetus et le jeune enfant sont particulièrement vulnérables aux pollutions et à la dégradation de l'environnement et du climat ainsi qu'à l’éloignement de la Nature. En France, en 2024, dans leur rapport annuel sur les droits de l'enfant, Claire Hédon, la Défenseure des droits, et Éric Delemar, Défenseur des enfants, publient 20 recommandations aux pouvoirs publics pour contribuer à une meilleure protection des droits des enfants face aux dégradations environnementales.

## Textes pour les droits des enfants
- Convention relative aux droits de l'enfant, 1989 : texte ;
- Déclaration des droits de l'enfant, 1959, texte ;
- Déclaration de Genève, (1923), texte.

### Les droits civils garantissent
- le droit à la vie
- le droit d’avoir un nom et une nationalité
- le droit à la vie privée
- le droit d’accéder à la justice
- le droit à la protection des enfants en situation de handicap
- le droit à la non-discrimination

### Les droits économiques garantissent
- le droit à un niveau de vie suffisant
- le droit à la protection contre l’exploitation au travail (le travail forcé)
- le droit à la sécurité sociale

### Les droits politiques garantissent
- le droit d’avoir des opinions et de les exprimer (liberté d’association et de réunion, liberté d’expression, liberté de pensée, de conscience et de religion)
- le droit à la protection contre les mauvais traitements (mauvais traitements et torture)
- le droit à la protection contre la privation, ou la restriction de certaines libertés

### Les droits sociaux garantissent
- le droit d’être nourri et soigné par des médecins
- le droit à la protection contre toutes les formes d’exploitation (notamment l’exploitation sexuelle), l’enlèvement et la drogue
- le droit à la protection en cas de guerre (interdiction d’être soldat avant 15 ans)

### Les droits culturels garantissent
- le droit d’être éduqué (l’enseignement primaire doit être gratuit et obligatoire pour tous)
- le droit à une information appropriée - le droit aux loisirs (jeux, culture, activités artistiques).

## Intérêt supérieur de l'enfant
L’intérêt supérieur de l’enfant est une notion de droit international privé introduite en 1989 par la Convention des Nations Unies relative aux droits de l’enfant, et reprise depuis par de nombreuses législations nationales et supranationales. De nombreux textes internationaux se sont inspirés de la CIDE pour intégrer la notion d’intérêt supérieur de l’enfant. Il n’existe pas de définition précise de cette notion ni de consensus autour de son contenu ; elle demeure généralement entendue de manière très large comme la prise en compte de la personne et du point de vue de l’enfant dans toutes les décisions qui peuvent le concerner, qu’elles émanent d’États, d’institutions publiques ou privées, de tribunaux ou d’administrations. L’absence de contours précis donné à cette notion par la CIDE est à l’origine d’interprétations divergentes de cette notion. Pour le juriste Suisse Jean Zermatten, président du Comité des Droits de l’Enfant jusqu’en 2013, il s’agit d’un « concept juridique très moderne, qui n'a guère fait l'objet d'études de manière globale, car le contenu reste assez flou et les fonctions sont multiples. Il est dès lors plus examiné par rapport à tel point précis ou expliqué par la jurisprudence que véritablement expliqué de manière systématique.
La CIDE fournit des principes généraux obligeant les États et administrations sociales ou judiciaires dans leur décisions relatives aux enfants, tout en reconnaissant leur autorité et en leur laissant une certaine latitude d’appréciation en fonction des traditions locales. L’équilibre entre ces deux niveaux de mise en œuvre (supranational/national) constitue la principale source de discussion et de fragilité du concept d’intérêt supérieur de l’enfant.
L’application de ce principe général dans les législations nationales donne lieu selon les traditions juridiques à des interprétations très variables, avec des controverses sur le risque d’insécurité juridique et de conflit avec le droit des parents. Des inquiétudes ont ainsi été soulevées concernant de la consécration d’une idéologie excessivement individualisante de l’enfant, gommant la notion de minorité et celle d’autorité parentale, faisant des parents ou responsables de l’enfant de simples spectateurs, des éducateurs facultatifs à égalité de droits et de devoirs avec l’enfant, et dont la fonction serait subordonnée à l’intérêt de ce dernier. Sont dénoncés, en l’absence de définition stricte, le risque d’effacement parental et d’abus d’autorité de la part des autorités judiciaires et administratives,,

## Débats autour de la protection des enfants
Ces dernières années ont vu apparaître des nouveaux débats sur la limitation des actions que pouvaient exercer les parents sur leurs enfants.

### La circoncision des garçons
- Cet article est partiellement ou en totalité issu de l'article intitulé « Aspects juridiques de la circoncision » (voir la liste des auteurs).

L'acceptation de la circoncision fait jusqu'à présent consensus dans les sociétés occidentales. Elle n'est pas considérée comme une mutilation[réf. nécessaire] contrairement à l'excision. Cependant, de par son caractère définitif, certains[Qui ?] considèrent qu'elle porte préjudice aux enfants qui voudraient plus tard changer de religion.
Aux États-Unis, il y a déjà eu[Quand ?] des procès d'enfants qui exigeaient que leurs parents payassent la très onéreuse opération de reconstruction de prépuce. La multiplication de ces procès peut être une cause de la diminution des circoncisions aux États-Unis.
En France, aucun procès d'enfant vers ses parents n'a eu lieu sur la circoncision. Les seuls procès sont ceux intentés par un des parents qui refusait la circoncision de leur enfant. Dans ce cas ce parent a toujours eu gain de cause[réf. nécessaire].
En Allemagne, fin juin 2012, Holm Putzke, alerte quelques journaux ; un jugement passé tout d'abord inaperçu remettrait en cause la circoncision des enfants pour motif religieux.
Le tribunal de grande instance de Cologne, le 7 mai 2012, a jugé, après un saignement lié à une circoncision hors milieu hospitalier en 2010,,, que la circoncision est contraire à l'intérêt de l'enfant et que « le corps d'un enfant était modifié durablement et de manière irréparable par la circoncision », ce qui constitue « une blessure corporelle passible d'une condamnation ».
Le 25 septembre 2012, un projet de loi sur la circoncision est présenté par un porte-parole du ministère de la justice : « Généralement, la circoncision doit être pratiquée par des médecins. Elle peut aussi être effectuée pendant les six premiers mois du nourrisson par une personne désignée par une communauté religieuse. Ces personnes doivent savoir pratiquer une circoncision aussi bien qu'un médecin ». Le texte insiste aussi sur la nécessité de « traiter efficacement la douleur » provoquée par l'opération. Le Grand-Rabbinat d'Israël, Yona Metzger, a donné son accord pour que des médecins participassent à la formation des spécialistes de la circoncision, mais il a refusé toute idée d'anesthésie.
Ce projet de loi, autorisant la circoncision mais en l'encadrant fermement est adopté par le cabinet allemand le 11 octobre 2012 et est voté par le Bundestag le 12 décembre 2012. Les parents n’ont pas à donner de raison, religieuse ou autre, pour demander à faire circoncire leur fils, si l'opération respecte un cadre médical professionnel. L'acte chirurgical pourra être réalisé par une personne formée et qualifiée, telle qu'un médecin, s'il se conforme à « un traitement adapté et effectif de la douleur ». Le texte reconnaît également le droit à une personne désignée par une communauté religieuse, comme un mohel juif, de procéder à ce type d'opération dans les six premiers mois suivant la naissance d'un enfant, si elle se conforme à ces conditions. Par ailleurs, le texte concerne « exclusivement » les jeunes garçons, l’ablation de parties génitales chez les filles reste « interdite » en Allemagne.

### La limitation des soins pour des motifs religieux
Au Québec, le consentement aux soins médicaux est accordé par les parents pour les mineurs de moins de 14 ans. Si un mineur de 14 ans et plus ou le titulaire de l’autorité parentale d’un mineur de moins de 14 ans refuse de consentir à un soin médical jugé nécessaire pour la vie par les médecins, ceux-ci doivent faire une demande devant un tribunal. Pour un mineur de 14 ans et plus qui refuse un soin alors que sa vie est en danger, la demande au tribunal n’est pas nécessaire si les détenteurs de l’autorité parentale donnent leur consentement. Par exemple, certaines valeurs religieuses empêchent les témoins de Jéhovah de consentir à des transfusions sanguines. Cependant, le droit de liberté de religion des parents est considéré comme moins important que le droit de vie de l’enfant.

### Les défilés de mini miss
Des concours, notamment de mini miss France, sont organisés pour des filles de 5 à 11 ans. En 2013, la ministre Najat Vallaud-Belkacem s'est déclarée favorable à une interdiction de ces concours aux moins de 13 ans. Le gouvernement entend lutter ainsi contre « l'hypersexualisation » des enfants. Pour Chantal Jouanno, les concours de mini-miss n'ont rien d'un jeu : « Quand on se retrouve sur une estrade ou une scène à être jugé par des adultes, ça devient malgré tout une forme de compétition où on est jugé en fonction de leur apparence ». Dans la foulée, le Sénat français interdit les concours de mini miss pour les enfants de moins de 16 ans ; désormais, les organisateurs contrevenants s'exposeraient à deux ans de prison et 30,000 euros d'amende.

### Les régimes alimentaires
Les parents ont tout droit de choix quant au régime alimentaire de leurs enfants. Ils font ce choix pour des raisons éthiques, religieuses ou de santé. En revanche, ils peuvent être condamnés si ce régime conduit à la détérioration de la santé voire à la mort de l'enfant. Ainsi, des parents végétaliens ont été condamnés pour la mort de leur enfant qui souffrait d'un déficit en vitamines A et B12 après l'avoir uniquement nourri de lait végétal. En 2005, un procès à Miami a lieu à la suite de la mort d'un enfant nourri uniquement de fruits et légumes crus. D'autres cas existent, il s'agit toujours de végetalisme ou crudivorisme et jamais de végétarisme.
À leur domicile, les parents ont le droit d'imposer à leurs enfants des restrictions alimentaires pour motif religieux. Par contre, en France, ils ne peuvent pas exiger que du personnel des cantines des écoles laïques leur interdisent un quelconque type de nourriture. Certains parents en font pourtant la demande.

### Le tabagisme parental
Aucun procès n'a encore été intenté contre des parents pour avoir exposer leurs enfants à du tabagisme passif. Néanmoins en 2009, une analyse américaine pose les bases d'éventuellement poursuites « Parental Smoking: A Form of Child Abuse? », ce qui se traduit par « Le tabagisme parental est-il une forme de maltraitance sur leurs enfants ? ».

#### Situations problématiques
- Yéniches: Les Enfants de la grand-route (Pro Juventute)
- Amérindiens: Pensionnat autochtone au Canada
- Aborigènes d'Australie: Générations volées
- Enfants réunionnais: Enfants de la Creuse (Bureau pour le développement des migrations dans les départements d'outre-mer (BUMIDOM), Famille d'accueil

##### Filmographie
- L'Enfance volée
- Le chemin de la liberté
- Australia